# Paraeuchaeta sesquipedalis
Paraeuchaeta sesquipedalis är en kräftdjursart som beskrevs av Mungo Park 1995. Paraeuchaeta sesquipedalis ingår i släktet Paraeuchaeta och familjen Euchaetidae. Inga underarter finns listade i Catalogue of Life.